# Gheorghe Gerea
Gheorghe Gerea (ur. 9 marca 1954 w Braszowie) – rumuński skoczek narciarski i trener tej dyscypliny sportu. Reprezentant kraju. Uczestnik Mistrzostw Świata w Narciarstwie Klasycznym 1974.
Gerea oddał swój pierwszy skok w karierze w 1965 roku. Był wielokrotnym mistrzem kraju i rekordzistą Rumunii w długości skoku narciarskiego mężczyzn. W 1970 roku wziął udział w mistrzostwach Europy juniorów w narciarstwie klasycznym w austriackim Gosau. Wystartował on w konkursie skoków narciarskich, w którym, po skokach na odległość 54 i 57 m, zajął przedostatnie, 33. miejsce.
W 1974 roku wziął udział w mistrzostwach świata w narciarstwie klasycznym, rozgrywanych w Falun. W konkursie skoków na większym obiekcie po 1. serii zajmował 18. pozycję, jednak po słabszym drugim skoku ostatecznie został sklasyfikowany na 38. miejscu. Na mniejszej skoczni uplasował się na przedostatniej, 63. pozycji, wyprzedzając jedynie reprezentującego Australię Chrisa Helleruda. Jego wynik w konkursie na większym obiekcie jest najlepszym w historii startów reprezentantów Rumunii w zawodach najwyższej rangi w skokach narciarskich. Był to jednocześnie jego ostatni w karierze start w zawodach międzynarodowych tej rangi – w latach 1974–1981 startował jeszcze w 10 konkursach w ramach Spartakiad Gwardyjskich, zajmując miejsce w drugiej i trzeciej dziesiątce.
Gerea nigdy nie wystąpił w zimowych igrzyskach olimpijskich, mimo że miał na to szansę dwukrotnie (1972, 1976). Nie istniały wówczas jednak kryteria rozstrzygające o tym, którzy zawodnicy mieli uzyskiwać prawo startu w igrzyskach, a decyzje w tej sprawie podejmowały narodowe komitety olimpijskie – w przypadku Gerei rumuński komitet nie zgodził się na jego start w tych zawodach. W 1980 roku Gerea ustanowił wynikiem 98 metrów ówczesny rekord skoczni Trambulina Tintina.
Gheorghe Gerea zakończył swoją karierę sportową w 1981 roku i został trenerem skoków narciarskich. W roli tej pracował w klubach ASA Braszów (1981–2001), a następnie CSȘ Dinamo Râșnov (od 2002 roku). Ponadto pracował także w reprezentacji Rumunii w skokach narciarskich pełniąc funkcję asystenta trenera kadry A w sezonie 2012/2013, a od 2013 obejmując rolę głównego trenera kadry C. W swojej karierze trenerskiej prowadził między innymi olimpijczyków: Virgila Neagoe i Iuliana Pîteę, czy wielu innych medalistów mistrzostw Rumunii i rekordzistów tego kraju.